# Marais d'Ugeon
Le marais d'Ugeon est une petite zone humide des Alpes qui s'étend en aval du col d'Ugeon situé au nord-est, sous la dent du Velan au nord et la dent du Loup au sud-est,. Il constitue la source du ruisseau de Bise qui s'écoule en direction du sud-ouest,.
Le marais est traversé en son milieu par la frontière entre la France et la Suisse selon un axe sud-est-nord-ouest,. Sa moitié sud-ouest est située sur le territoire de la commune de la Chapelle-d'Abondance du département de la Haute-Savoie tandis que sa moitié nord-est se trouve sur la commune de Vouvry dans le canton du Valais,. La partie française est également incluse dans la réserve naturelle protégée des Cornettes de Bise.

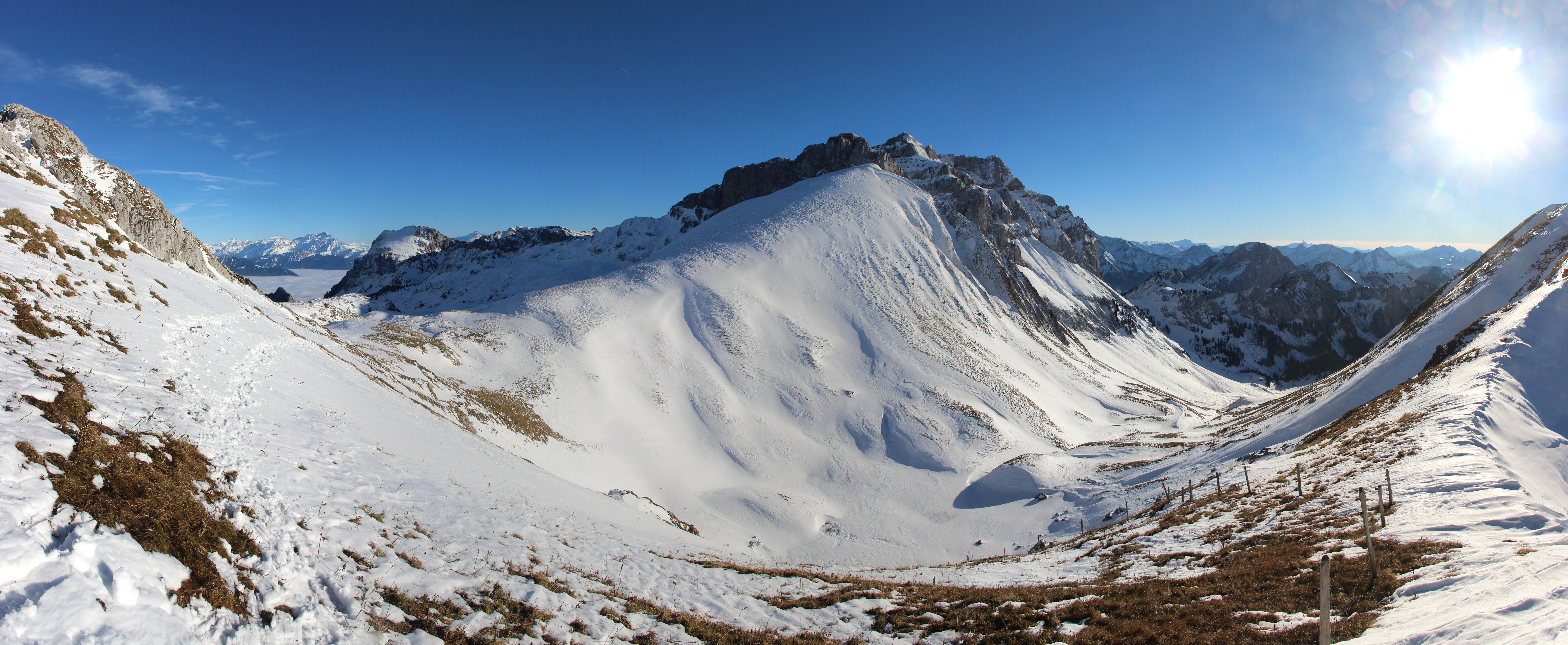
Vue depuis le pied de la dent du Velan au nord du col d'Ugeon (à gauche) avec en contrebas le marais d'Ugeon ; au loin les Cornettes de Bise.